# Jakub Burghardt
Jakub Burghardt (ur. 20 lutego 1981) – polski lekkoatleta specjalizujący się w biegach długodystansowych. Młodzieżowy mistrz Polski w biegu na 10000 metrów (Białogard 2002), (Białogard 2003).

## Rekordy życiowe
Opracowano na podstawie
| Konkurencja          | Obiekt  | Data                | Miejsce   | Wynik    |
| -------------------- | ------- | ------------------- | --------- | -------- |
| bieg na 1500 metrów  | stadion | 18 maja 2002        | Kraków    | 3:49:18  |
| bieg na 3000 metrów  | stadion | 17 czerwca 2001     | Warszawa  | 8:01:67  |
| bieg na 5000 metrów  | stadion | 12 czerwca 2001     | Gdańsk    | 14:00:26 |
| bieg na 10000 metrów | stadion | 12 lipca 2001       | Amsterdam | 29:20:44 |
| półmaraton           | stadion | 7 października 2012 | Rzeszów   | 1:06:17  |
| maraton              | stadion | 12 kwietnia 2015    | Dębno     | 2:39:22  |

## Osiągnięcia
Opracowano na podstawie
| Rok  | Impreza                            | Miejsce   | Konkurencja          | Pozycja    | Wynik    |
| ---- | ---------------------------------- | --------- | -------------------- | ---------- | -------- |
| 2002 | Młodzieżowe Mistrzostwa Polski U23 | Białogard | bieg na 10000 metrów | 1. miejsce | 30:17:50 |
| 2003 | Młodzieżowe Mistrzostwa Polski U23 | Białogard | bieg na 10000 metrów | 1. miejsce | 29:32:65 |